# Breonen

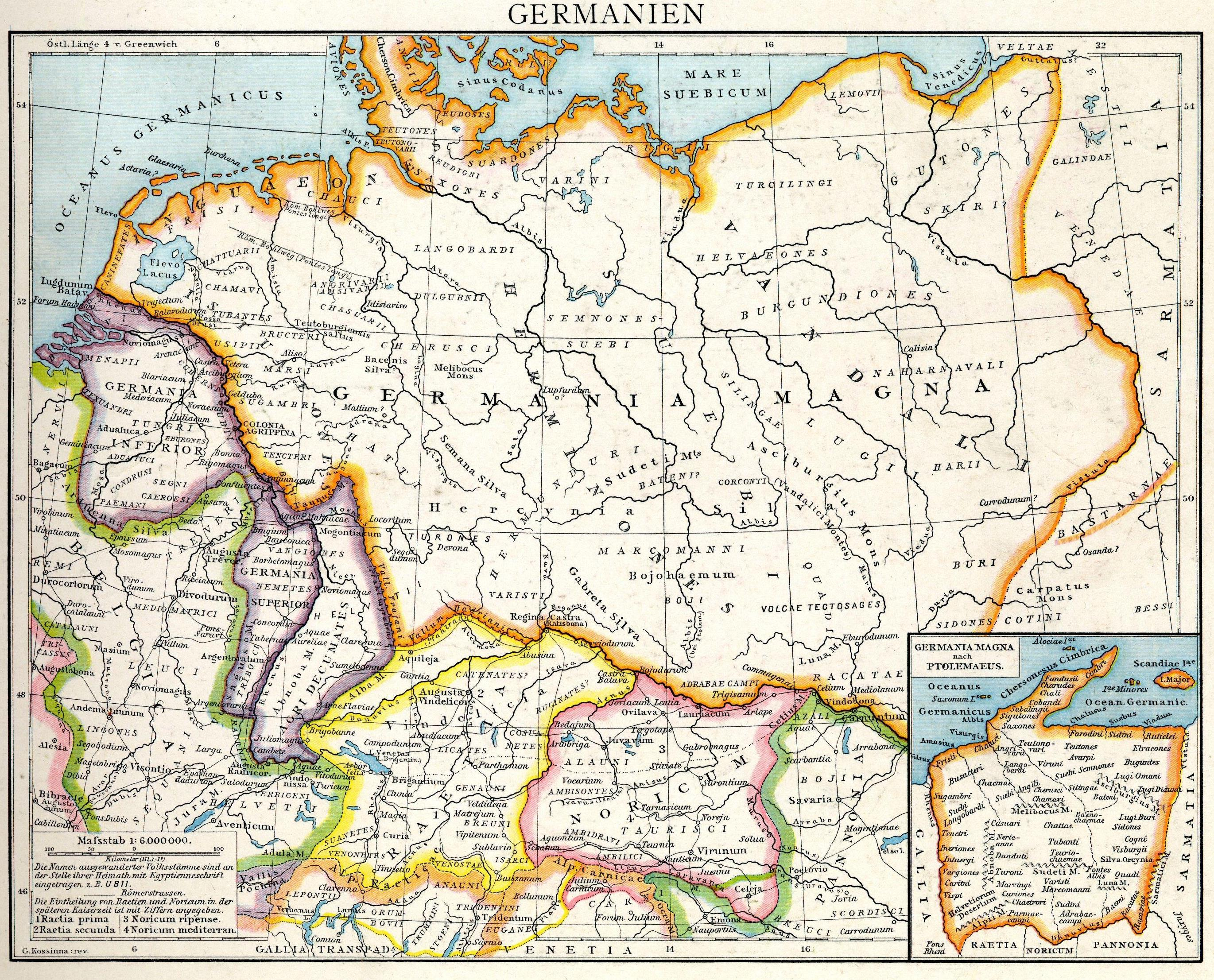
„Breuni“ in der römischen Provinz Raetia (gelb)

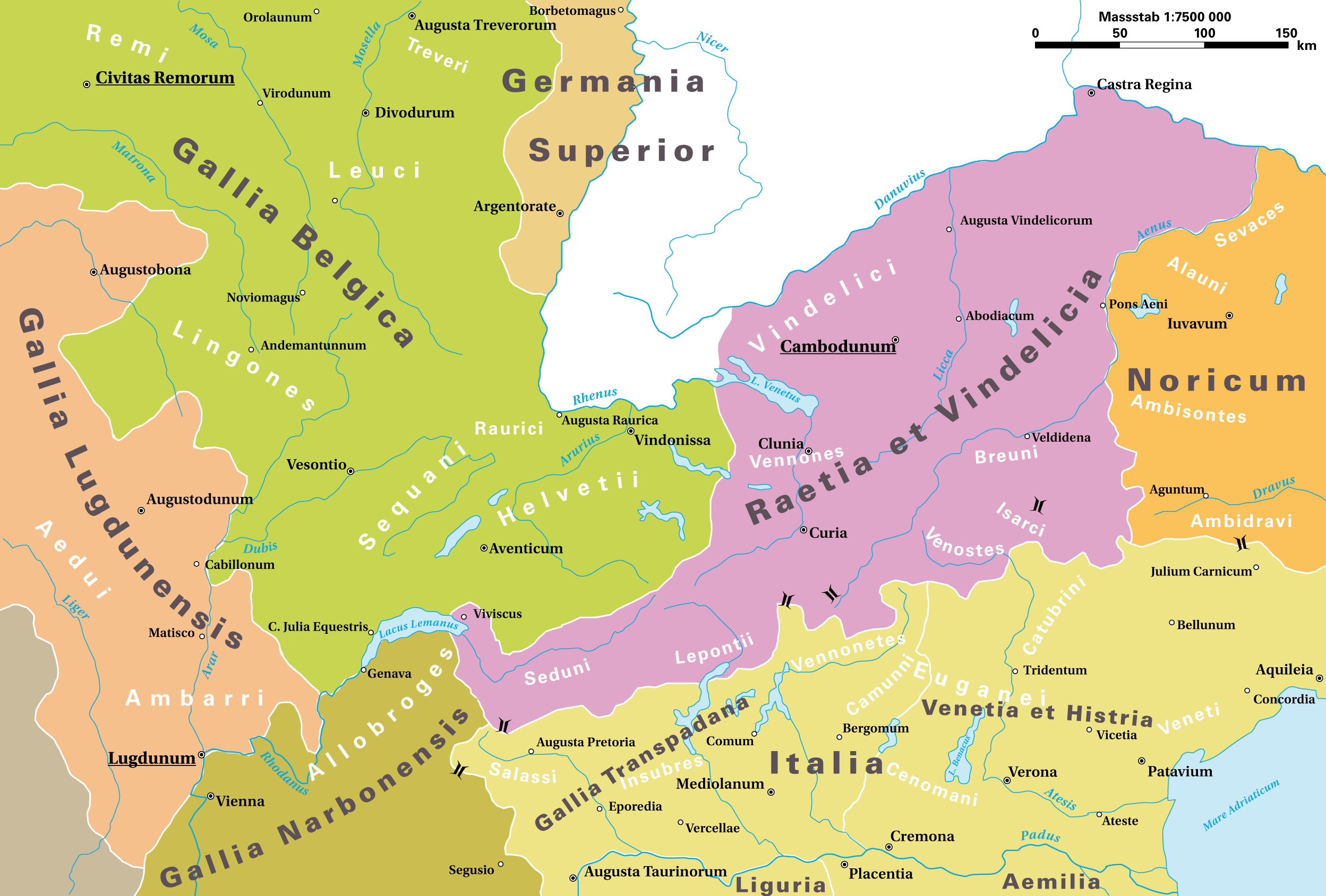
Die „Breuni“ unter den Stämmen in den neuen römischen Provinzen 14 n. Chr.

Die Breonen, Breunen oder Breuni waren ein antiker Stamm auf dem Gebiet des heutigen Tirol. Die Breonen werden in verschiedenen antiken Texten erwähnt, häufig in engem Zusammenhang mit den Genaunen. In älterer Literatur wurden sie gerne den Kelten zugeordnet, was aber nicht mit archäologischen Befunden zusammenpasst. Plausibler erscheint eine Zugehörigkeit zu den Rätern, es gibt jedoch auch abweichende Theorien. Im Verlauf der Antike wurden die Breonen nach und nach romanisiert.
Man lokalisiert sie im zentralen Tirol, also im mittleren Inntal, im vorderen Stubai- und im Wipptal nördlich und südlich des Brenners (dessen Namensursprung aber nichts mit ihnen zu tun hat).
Sie gehören zu den Stämmen, die Drusus, ein Stiefsohn des Kaisers Augustus, bei seinem Eroberungszug 15 v. Chr. bezwang. Sie finden sich daher auch in der Liste der Stämme erwähnt, die Augustus auf der Inschrift am Tropaeum Alpium in La Turbie oberhalb von Monaco zum Gedenken an diesen Alpenfeldzug anfertigen ließ.
Horaz erwähnt sie in einer den Feldzug feiernden Ode (Carm. 4,14,9ff.), woraus man auf ihren herausragenden Widerstand schließen könnte: milite nam tuo/ Drusus Genaunos, inplacidum genus/ Breunosque velocis et arcis/ Alpibus inpositas tremendis/ deiecit … („Denn mit deinem Heer warf Drusus die Genaunen, ein friedloses Volk, und die schnellen Breunen sowie die auf den fürchterlichen Alpenhöhen liegenden Burgen nieder“).
Nach der Eroberung Italiens durch die Ostgoten wurden die schon zuvor wehrpflichtigen Grenztruppen der Breonen nördlich des Brenners zu einheimischen Foederaten des Ostgotenreiches. Später verbündeten sie sich mit den Bajuwaren gegen eindringende Langobarden und Slawenstämme. Die Bajuwaren lösten in fränkischem Auftrag 540 die Breonen als Wächter der Alpenpässe ab.
Um die Mitte des 6. Jahrhunderts erwähnt der fränkische Chronist Gregor von Tours die Breonen und das „regio Brionum“. Auch Venantius Fortunatus schreibt über die Breonen in seinem Epos über das Leben des heiligen Martin im Rahmen einer Reisebeschreibung von 565/66, die von Rhein und Donau nach Süden über den Inn und die Alpen führt. Er schildert ihre Siedlungen am Inn und ihren befestigten Hauptort Imst, das antike oppidum Humiste.
Ein spätes Zeugnis der Breonen lässt sich 765 n. Chr. in die Nähe von Zirl lokalisieren. Bischof Arbeo von Freising berichtet von dem reichen Gutsbesitzer freien Standes (nobilis), Dominicus, der bei den „Preonenes“ im Oberinntal wohnt und seiner Abkunft und seines Aussehens nach ein Romanus war.
Die letzten Erwähnungen finden sich in den Quarti(nus)-Urkunden von 827/28 n. Chr. im Sterzinger Raum; der dortige Gutsbesitzer Quarti(nus) bezeichnete sich selbst als ego Quarti nationis Noricorum et Pregnariorum – also als breonischen Nurihtaler – und stiftete seinen Besitz in Bozen, Sterzing und im Unterinntaler Raum an das Kloster Innichen. Es gab damals offenbar noch eine Führungsschicht der bairischen Romanen, die sich zu ihrer breonischen Herkunft und gentilen Gemeinschaft bekannte. Die langbezeugte Existenz der Breonen vom 1. bis ins 9. Jahrhundert zeigt, dass – trotz der zahlreichen großen Umbrüche mindestens bis zum Aussterben der Agilolfinger – hier eine selbst- und traditionsbewusste Ethnie existierte. In der Folge der bajuwarischen Alpenbesiedlung gingen die Breonen schließlich in diesen auf.